# منتخب هونغ كونغ للكرة اللينة للرجال
منتخب هونغ كونغ للكرة اللينة للرجال هو ممثل هونغ كونغ الرسمي في المنافسات الدولية في الكرة اللينة .